# Drumul european E584
E584 este un drum european de categoria B care începe în Ucraina, traversează Republica Moldova și se termină în România.
E584 are traseul care începe în orașul ucrainean Poltava, ulterior Kropîvnîțkîi; în Republica Moldova traversează Chișinăul după care sudul țării până la Giurgiulești; în România primul oraș major este Galațiul, după care urmează Brăila și, în final, punctul terminus al drumului, orașul Slobozia